# Father of the Bride (1950)
Father of the Bride (De vader van de bruid) is een Amerikaanse speelfilm uit 1950 onder regie van Vincente Minnelli. De hoofdrollen werden gespeeld door Spencer Tracy, Joan Bennett en Elizabeth Taylor.
Het scenario werd geschreven door Frances Goodrich en Albert Hackett op basis van de roman van Edward Streeter.
De film was een gigantisch succes in de bioscopen en werd voor drie Academy Awards genomineerd: beste mannelijke hoofdrol, beste film en beste scenario.

## Verhaal
De familie Banks is een doorsnee Amerikaans gezin uit de middenklasse. Vader Stanley Banks is advocaat en woont met zijn vrouw en twee kinderen in een buitenwijk. Het rustige bestaan van Barnes wordt verstoord als dochter Kay aankondigt dat ze gaat trouwen met een zekere Buckley Dunstan. Vader Banks heeft vervolgens geen rustig moment meer. Ten eerste weet hij weinig tot niets van zijn aanstaande schoonzoon en ten tweede is hij als vader van de bruid verplicht om het huwelijksfeest te financieren. Zijn hele bestaan wordt onderuit gehaald door cateraars, decorateurs en kleermakers. Niet alleen de bruid moet worden aangekleed, ook de rest van de familie en Banks worstelt met zijn rokkostuum. De rekeningen stapelen zich op en de lijst genodigden groeit tot onvoorstelbare proporties. De arme Banks krijgt zelfs een heuse nachtmerrie over de huwelijksceremonie waarbij hij letterlijk in zijn hemd komt te staan. Net als alles een beetje onder controle is, komt Kay in tranen binnen. Het huwelijk gaat niet door, ze haat Buckley en wil hem nooit meer zien. De geplaagde Banks moet nu proberen om de eerste serieuze ruzie tussen het bruidspaar in spé te sussen, want het afzeggen van het huwelijksfeest kan echt niet meer. Gelukkig is de donkere wolk boven het geluk van Kay en Buckley snel verdreven en kan vader Banks zijn dochter naar het altaar leiden. In alle drukte die volgt op de ceremonie krijgt hij amper de tijd om Kay vaarwel te kussen. Als de rust weerkeert weet Banks dat bij het huwelijk van zijn zoon Tommy, hij alleen de bruidegom hoeft af te leveren, hij is dan niet langer 'de vader van de bruid'.

## Rolverdeling

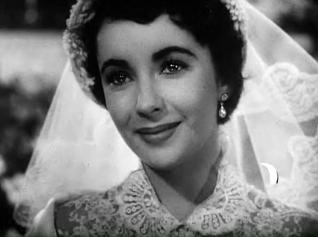
Elizabeth Taylor als Kay

| Acteur           | Personage             |
| ---------------- | --------------------- |
| Spencer Tracy    | Stanley T. Banks      |
| Joan Bennett     | Ellie Banks           |
| Elizabeth Taylor | Katherine 'Kay' Banks |
| Don Taylor       | Buckley Dunstan       |
| Russ Tamblyn     | Tommy Banks           |

## Achtergrond
In de film spreekt Spencer Tracy in zijn rol als Banks een achtergrondcommentaar in en kijkt terug op de aanloop naar het huwelijksfeest. Tot aan Father of the Bride was het gebruik van dit soort commentaar voorbehouden aan thrillers. De scenaristen voegden het commentaar toe om te benadrukken dat de film vanuit Stanley Banks' gezichtspunt is gemaakt. De kijker wordt hierdoor deelgenoot van alle frustratie, woede en ontroering van Banks die zijn oogappel ziet verdwijnen. Tracy, een karakteracteur, speelt Banks als een wat stijve conservatieve man van middelbare leeftijd, met genoeg autoriteit om overtuigend over te komen als gezinshoofd. In het commentaar horen we zijn wanhoop, angst en zorgzaamheid.

## Productie
Elizabeth Taylor speelde haar eerste volwassen rol in de film als Kay. Twee dagen na de première trad ze echt in het huwelijk met "Nicky" Conrad Hilton Jr. Het huwelijk genereerde een hoop publiciteit voor de film en het dankbare MGM gaf haar een trouwjurk cadeau, ontworpen door Elizabeth Head. De opnamen voor de huwelijksceremonie werden gemaakt in de All Saints' Episcopal Church, 504 N. Camden Drive, in Beverly Hills. De rest van de opnames vonden plaats in de MGM studio.

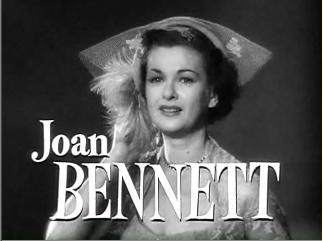
Joan Bennett

## Vervolg
In 1951 werd een vervolg uitgebracht: Father's Little Dividend, wederom met Tracy, Bennett en Taylor in de hoofdrollen. In 1961-1962 werd een 34-delige televisieserie gemaakt onder de titel Father of the Bride. Een remake van de filmversie uit 1950 werd in 1991 uitgebracht onder dezelfde titel, met in de hoofdrollen Steve Martin en Diane Keaton. In 1995 volgde Father of the Bride Part II, weer met Martin en Keaton in de hoofdrollen.